# Estação Nativitas
A Estação Nativitas é uma das estações do Metrô da Cidade do México, situada na Cidade do México, entre a Estação Villa de Cortés e a Estação Portales. Administrada pelo Sistema de Transporte Colectivo, faz parte da Linha 2.
Foi inaugurada em 1º de agosto de 1970. Localiza-se na Estrada de Tlalpan. Atende os bairros Nativitas e Lago, situados na demarcação territorial de Benito Juárez. A estação registrou um movimento de 7.780.389 passageiros em 2016.